# Arcul lui Titus
Arcul lui Titus este cel mai vechi dintre cele două arcuri de triumf rămase în picioare în Forumul Roman. Arcul triumfal a fost construit între anii 81-85 d.Hr pentru a comemora cucerirea Ierusalimului și luptele împotriva zeloților, o grupare de evrei care s-a împotrivit Romei mai multe decenii la rând.
În anul 66 d.Hr zeloții au început o revoltă împotriva ocupației romane iar Vespasian a fost trimis de la Roma să reprime această răscoală. După ce Vespasian a devenit împărat, fiul său Titus a preluat comanda trupelor care îi asediau pe zeloți. Titus a cucerit Ierusalimul în anul 70 d.Hr, cu patru legiuni, iar revolta zeloților a fost complet reprimată după ce a fost cucerită și fortăreața Masada, în anul 72 d.Hr. La sfârșitul asediului, toți evreii zeloți rămași în fortăreață s-au sinucis, pentru a nu a ajunge sclavi în mâinile cuceritorilor romani.